# El Toque
El Toque, Eigenschreibweise elTOQUE, ist ein unabhängiges kubanisches Online-News-Portal. Im Spanischen bedeutet el toque, je nach Kontext, so viel wie Berührung, Touch, Note, Charakter. Laut Eigenangaben ist es parteipolitisch unabhängig.
Allgemein bekannt wurde das Portal vor allem durch seine Veröffentlichung der inoffiziellen Wechselkurse des kubanischen Peso sowie der Digitalwährung MLC (Moneda Libremente Convertible) untereinander und gegenüber internationalen Währungen. Von offizieller Seite wird El Toque vorgeworfen, die Inflation erst zu befeuern. Jedoch bestätigte eine Analyse von Ökonomen der Universität Havanna, dass die Kurse nicht manipuliert sind, sondern dem realen Verhältnis von Angebot und Nachfrage entsprechen.

## Geschichte
El Toque wurde im Jahr 2014 als Lateinamerika-Abteilung der holländischen Nichtregierungsorganisation RNW Media, des früheren Radio Nederland Wereldomroep, gegründet. Nachdem sich die Muttergesellschaft 2017 aus Lateinamerika zurückgezogen hatte, nahmen die Mitarbeiter das Projekt in die eigenen Hände und führten es selbständig weiter. Für die weitere Finanzierung des Portals wurde die Fundación Colectivo Más Voces (Kollektive Stiftung für mehr Stimmen) mit Sitz in Polen gegründet. In Kuba wäre eine solche Stiftung unmöglich. Zu den regelmäßigen größeren Financiers gehören The ICFJ Global Network, Meedan und Poynter.
Zu den regelmäßigen Gastautoren bei El Toque gehört unter anderen der kubanische Ökonom Pavel Vidal.